# La febbre dell'ottone
La febbre dell'ottone è un romanzo giallo del 1968 di Ellery Queen.

## Trama
Al ritorno dalla luna di miele, l'ispettore Queen e la moglie Jessie trovano una strana lettera contenente mezza banconota da mille dollari: dovranno recarsi alla Casa dell'Ottone, residenza dell'anziano e bizzarro Hendrik Brass per ottenere l'altra metà della banconota e la possibilità di ereditare la fortuna della famiglia Brass. Ellery Queen appare solo nell'ultimo capitolo.

## Edizioni in italiano
- Ellery Queen, La febbre dell'ottone, A. Mondadori, Milano 1968
- Ellery Queen, La febbre dell'ottone, traduzione di Maria Luisa Bocchino, Mondadori, Milano 1987
- Ellery Queen, La febbre dell'ottone, traduzione di Maria Luisa Bocchino, Mondadori, Milano 2005
- Ellery Queen, La febbre dell'ottone, traduzione di Maria Luisa Bocchino, Oscar Mondadori, Milano 2011